# Hugues de Rouen
Pour les articles homonymes, voir Hugues et saint Hugues.
Hugues de Rouen († 9 avril 730 à Jumièges), dit aussi Hugues de Champagne ou Hugues de Jumièges, est un saint catholique et orthodoxe, qui fut abbé de Saint-Denis, de Saint-Wandrille de Fontenelle et de Jumièges, puis évêque de Paris, de Bayeux et de Rouen.

## Famille
Membre de la famille des Arnulfiens, il est le fils de Drogon de Champagne († 708) et d'Adaltrude. Son père était lui-même fils de Pépin de Herstal, maire du palais des trois royaumes francs, et de Plectrude, tandis que sa mère est la fille de Berchaire, maire du palais de Neustrie, et d'Anstrude. Hugues est le neveu de Charles Martel.

## Biographie
Il est élevé avec ses frères par son arrière-grand-mère maternelle Anseflède. Alors qu'il n'était que laïc, il donne de nombreuses terres aux abbayes de Saint-Wandrille et de Jumièges. Après la distribution de ses biens, il se délivre des distractions de ce monde, se retire dans le monastère de Jumièges en 718 et embrasse la profession religieuse sous l'abbé Cochin (687-724).
En 723, il refuse de participer avec ses frères à l'attentat contre son oncle Charles Martel. Pour le récompenser, le siège épiscopal de la ville de Rouen étant vacant, celui qui n'était plus Hugues de Champagne depuis sa profession monastique est nommé 24e évêque de la ville. Il succède à Grifo, partisan de Pépin de Herstal. Peu après, il accepte la charge d'abbé de Fontenelle. L'année suivante, il est simultanément 37e évêque de Paris et le 10e évêque de Bayeux ainsi que le 4e abbé de Jumièges. Alors qu'il cumule les sièges de Paris, Rouen et Bayeux, les autres sièges épiscopaux de la province normande sont vacants. Sur la fin de sa vie, il se retire dans cette abbaye. Il y meurt le 9 avril 730, et est enterré dans l'église Notre-Dame.